# باسكال ستروجيك
باسكال ستروجيك (مواليد 11 أغسطس 1999) هو لاعب كرة قدم يلعب كمدافع أو وسط مدافع في نادي ليدز يونايتد،باسكال ولد في بلجيكا ولديه اصول إندونيسية ويمثل منتخب هولندا.

## روابط خارجية
- باسكال ستروجيك على موقع قاعدة بيانات كرة القدم.إي يو (الإنجليزية)
- باسكال ستروجيك على موقع Soccerbase.com (لاعب) (الإنجليزية)
- باسكال ستروجيك على موقع Soccerway.com (الإنجليزية)
- باسكال ستروجيك على موقع عالم كرة القدم.نت (الإنجليزية)